# Merritt Lyndon Fernald
Merritt Lyndon Fernald (Orono, 5 de outubro de 1873 — Cambridge, 22 de setembro de 1950) foi um botânico norteamericano.
Em Québec, Canadá, uma reserva ecológica foi nomeada em sua homenagem em 1995.